# سيندي ليما
سيندي ليما (بالإسبانية: Cindy Lima)‏ هي لاعبة كرة سلة إسبانية. يبلغ طولها 6 قدم 5 بوصة (2.0 م). مثلت منتخب بلادها. شاركت في دورة الألعاب الأولمبية الصيفية سنة 2008. حققت المركز الثالث في بطولة كأس العالم لكرة السلة للسيدات 2010.

## سجل المنافسة
شاركت في المنافسات التالية:
- الألعاب الأولمبية الصيفية 2008
- كأس العالم لكرة السلة للسيدات 2010

## الميداليات
| الميدالية | المسابقة                                 |
| --------- | ---------------------------------------- |
| برونزية   | بطولة كأس العالم لكرة السلة للسيدات 2010 |

## روابط خارجية
- سيندي ليما على موقع الاتحاد الدولي لكرة السلة (الإنجليزية)
- سيندي ليما على موقع كرة السلة الأوروبية.كوم (الإنجليزية)
- سيندي ليما على موقع بروبوليرز (الإنجليزية)
- سيندي ليما على موقع سبورتس رفرنس (الإنجليزية)
- سيندي ليما على موقع أوليمبيديا (الإنجليزية)